# Vòng loại Giải vô địch bóng đá nữ U-19 châu Âu 2015
Vòng loại Giải vô địch bóng đá nữ U-19 châu Âu 2015 diễn ra từ tháng 9 năm 2014 tới tháng 4 năm 2015 nhằm xác định các đội tuyển tham dự vòng chung kết tại Israel.
Giờ thi đấu là CEST (UTC+02:00).

## Vòng một
Các đội hạt giống Anh, Đức và Pháp được đặc cách vào thẳng vòng hai.

### Bảng 1
| VT | Đội         | ST | T | H | B | BT | BB | HS  | Đ | Giành quyền tham dự |
| -- | ----------- | -- | - | - | - | -- | -- | --- | - | ------------------- |
| 1  | Tây Ban Nha | 3  | 3 | 0 | 0 | 23 | 1  | +22 | 9 | Vòng hai            |
| 2  | Iceland     | 3  | 2 | 0 | 1 | 10 | 2  | +8  | 6 | Vòng hai            |
| 3  | Croatia     | 3  | 1 | 0 | 2 | 3  | 10 | −7  | 3 |                     |
| 4  | Litva (H)   | 3  | 0 | 0 | 3 | 2  | 25 | −23 | 0 |                     |

| Tây Ban Nha                                                              | 7–0      | Croatia |
| ------------------------------------------------------------------------ | -------- | ------- |
| Sánchez 12', 27', 37' · Caldentey 16', 41' · García 43' · García Boa 44' | Chi tiết |         |

| Iceland | 8–0      | Litva |
| --- | -------- | ----- |
| I. Sigurðardóttir 7' · E. Arnarsdóttir 12' · G. Sigurðardóttir 23', 54', 69' · Hlynsdóttir 67' · Hauksdóttir 84' · S. Sigurðardóttir 87' | Chi tiết |       |

| Tây Ban Nha | 14–0     | Litva |
| --- | -------- | ----- |
| Garrote 3', 36', 67', 75' · Sánchez 7', 66', 82' · García Boa 18' · Caldentey 24', 26', 60' · Baños 33' · García 38', 58' | Chi tiết |       |

| Croatia | 0–1      | Iceland              |
| ------- | -------- | -------------------- |
|         | Chi tiết | I. Sigurðardóttir 5' |

| Iceland             | 1–2      | Tây Ban Nha                  |
| ------------------- | -------- | ---------------------------- |
| H. Arnarsdóttir 78' | Chi tiết | García 17' · Caldentey 90+1' |

| Litva                         | 2–3      | Croatia                                                |
| ----------------------------- | -------- | ------------------------------------------------------ |
| Veličkaitė 2' · Ruzgutė 90+3' | Chi tiết | Šćukanec-Hopinski 28' · Maltašić 31' · Dokuzović 45+1' |

### Bảng 2
| VT | Đội            | ST | T | H | B | BT | BB | HS | Đ | Giành quyền tham dự |
| -- | -------------- | -- | - | - | - | -- | -- | -- | - | ------------------- |
| 1  | Đan Mạch       | 3  | 3 | 0 | 0 | 10 | 1  | +9 | 9 | Vòng hai            |
| 2  | Ukraina        | 3  | 2 | 0 | 1 | 5  | 5  | 0  | 6 | Vòng hai            |
| 3  | Azerbaijan (H) | 3  | 0 | 1 | 2 | 0  | 4  | −4 | 1 |                     |
| 4  | Síp            | 3  | 0 | 1 | 2 | 1  | 6  | −5 | 1 |                     |

| Ukraina      | 1–0      | Azerbaijan |
| ------------ | -------- | ---------- |
| Holovach 64' | Chi tiết |            |

| Đan Mạch                 | 3–0      | Síp |
| ------------------------ | -------- | --- |
| Arngrimsen 19', 41', 63' | Chi tiết |     |

| Síp         | 1–3      | Ukraina                                     |
| ----------- | -------- | ------------------------------------------- |
| Violari 39' | Chi tiết | Mokhnach 58' · Kozyrenko 61' · Holovach 82' |

| Đan Mạch                          | 3–0      | Azerbaijan |
| --------------------------------- | -------- | ---------- |
| Sørensen 8', 58' · Arngrimsen 35' | Chi tiết |            |

| Ukraina              | 1–4      | Đan Mạch                                                       |
| -------------------- | -------- | -------------------------------------------------------------- |
| Kozyrenko 2' (ph.đ.) | Chi tiết | Schioldan 45+2' · Madsen 52' · Andersen 79' · Arngrimsen 90+3' |

| Azerbaijan | 0–0      | Síp |
| ---------- | -------- | --- |
|            | Chi tiết |     |

### Bảng 3
| VT | Đội         | ST | T | H | B | BT | BB | HS  | Đ | Giành quyền tham dự |
| -- | ----------- | -- | - | - | - | -- | -- | --- | - | ------------------- |
| 1  | Na Uy       | 3  | 2 | 1 | 0 | 14 | 0  | +14 | 7 | Vòng hai            |
| 2  | Scotland    | 3  | 2 | 1 | 0 | 11 | 1  | +10 | 7 | Vòng hai            |
| 3  | Ba Lan      | 3  | 1 | 0 | 2 | 6  | 6  | 0   | 3 |                     |
| 4  | Albania (H) | 3  | 0 | 0 | 3 | 0  | 24 | −24 | 0 |                     |

| Na Uy                                   | 3–0      | Ba Lan |
| --------------------------------------- | -------- | ------ |
| Markussen 9' · Sævik 50' · Jensen 90+1' | Chi tiết |        |

| Scotland                                                                                  | 8–0      | Albania |
| ----------------------------------------------------------------------------------------- | -------- | ------- |
| Howat 17', 51' · Arnot 37' · Ness 45', 60' · McLauchlan 67' · McKerlie 74' · Graham 90+4' | Chi tiết |         |

| Ba Lan     | 1–3      | Scotland                       |
| ---------- | -------- | ------------------------------ |
| Zapała 46' | Chi tiết | Graham 35' · Harrison 40', 42' |

| Na Uy                                                                                                   | 11–0     | Albania |
| --- | -------- | ------- |
| Hiim 12', 45+2', 66', 80', 85' · Jensen 41', 49' · Andreassen 53' · Fridlund 74' · Lund 89' · Lie 90+4' | Chi tiết |         |

| Scotland | 0–0      | Na Uy |
| -------- | -------- | ----- |
|          | Chi tiết |       |

| Albania | 0–5      | Ba Lan                                                        |
| ------- | -------- | ------------------------------------------------------------- |
|         | Chi tiết | Grabowska 17' · Bolko 38' · Wiankowska 49', 69' · Matysik 86' |

### Bảng 4
| VT | Đội            | ST | T | H | B | BT | BB | HS  | Đ | Giành quyền tham dự |
| -- | -------------- | -- | - | - | - | -- | -- | --- | - | ------------------- |
| 1  | Ý              | 3  | 3 | 0 | 0 | 12 | 0  | +12 | 9 | Vòng hai            |
| 2  | Thổ Nhĩ Kỳ (H) | 3  | 1 | 1 | 1 | 7  | 3  | +4  | 4 | Vòng hai            |
| 3  | Wales          | 3  | 1 | 1 | 1 | 4  | 5  | −1  | 4 |                     |
| 4  | Kazakhstan     | 3  | 0 | 0 | 3 | 2  | 17 | −15 | 0 |                     |

| Wales                              | 3–1      | Kazakhstan   |
| ---------------------------------- | -------- | ------------ |
| Murphy 17' · Evans 34' · Lloyd 66' | Chi tiết | Saparova 42' |

| Ý             | 1–0      | Thổ Nhĩ Kỳ |
| ------------- | -------- | ---------- |
| Giugliano 59' | Chi tiết |            |

| Ý | 8–0      | Kazakhstan |
| --- | -------- | ---------- |
| Giugliano 3', 64' (ph.đ.) · Garavelli 6' · Bergamaschi 42', 53' · Pittaccio 76' · Goldoni 80' · Vergani 84' | Chi tiết |            |

| Thổ Nhĩ Kỳ | 1–1      | Wales       |
| ---------- | -------- | ----------- |
| Erdoğan 3' | Chi tiết | Hosford 34' |

| Wales | 0–3      | Ý                                              |
| ----- | -------- | ---------------------------------------------- |
|       | Chi tiết | Evans 14' (l.n.) · Galli 52' · Bergamaschi 79' |

| Kazakhstan     | 1–6      | Thổ Nhĩ Kỳ                                                                   |
| -------------- | -------- | ---------------------------------------------------------------------------- |
| Bortnikova 68' | Chi tiết | Topçu 2', 15' (ph.đ.), 70' · Baturay 67' · Dişli 80' · Sivrikaya 88' (ph.đ.) |

### Bảng 5
| VT | Đội            | ST | T | H | B | BT | BB | HS  | Đ | Giành quyền tham dự |
| -- | -------------- | -- | - | - | - | -- | -- | --- | - | ------------------- |
| 1  | Hà Lan         | 3  | 3 | 0 | 0 | 21 | 1  | +20 | 9 | Vòng hai            |
| 2  | Serbia (H)     | 3  | 2 | 0 | 1 | 11 | 5  | +6  | 6 | Vòng hai            |
| 3  | Quần đảo Faroe | 3  | 1 | 0 | 2 | 5  | 14 | −9  | 3 |                     |
| 4  | Latvia         | 3  | 0 | 0 | 3 | 1  | 18 | −17 | 0 |                     |

| Hà Lan                                                                                     | 9–0      | Quần đảo Faroe |
| ------------------------------------------------------------------------------------------ | -------- | -------------- |
| Roord 6', 17', 52', 88' · Folkertsma 24' · Strik 43' · Beerensteyn 61', 76' · Hendriks 85' | Chi tiết |                |

| Serbia                                          | 5–1      | Latvia        |
| ----------------------------------------------- | -------- | ------------- |
| Petrov 17', 75' · Delić 49', 69' · Pantelić 68' | Chi tiết | Strautiņa 78' |

| Hà Lan | 10–0     | Latvia |
| --- | -------- | ------ |
| Kaagman 22' · Roord 26' (ph.đ.), 71', 82', 90+2' · Van Der Linden 37' · Folkertsma 50', 73' · Bruinenberg 59' · Hendriks 86' | Chi tiết |        |

| Quần đảo Faroe    | 2–5      | Serbia                                                               |
| ----------------- | -------- | -------------------------------------------------------------------- |
| Simonsen 13', 44' | Chi tiết | Racić 30' · Petrov 50' · Pantelić 57' · Matić 62' · Stevanović 90+2' |

| Serbia     | 1–2      | Hà Lan                  |
| ---------- | -------- | ----------------------- |
| Petrov 65' | Chi tiết | Kaagman 76' · Roord 88' |

| Latvia | 0–3      | Quần đảo Faroe                                |
| ------ | -------- | --------------------------------------------- |
|        | Chi tiết | Á. Johannesen 16' · J. Olsen 46' · Lervig 65' |

### Bảng 6
| VT | Đội              | ST | T | H | B | BT | BB | HS  | Đ | Giành quyền tham dự |
| -- | ---------------- | -- | - | - | - | -- | -- | --- | - | ------------------- |
| 1  | Thụy Điển (H)    | 3  | 3 | 0 | 0 | 20 | 1  | +19 | 9 | Vòng hai            |
| 2  | Cộng hòa Ireland | 3  | 1 | 1 | 1 | 5  | 6  | −1  | 4 |                     |
| 3  | Moldova          | 3  | 1 | 1 | 1 | 4  | 6  | −2  | 4 |                     |
| 4  | Montenegro       | 3  | 0 | 0 | 3 | 2  | 18 | −16 | 0 |                     |

| Thụy Điển                                  | 3–0      | Moldova |
| ------------------------------------------ | -------- | ------- |
| Almqvist 2' · Blackstenius 20' · Björn 43' | Chi tiết |         |

| Cộng hòa Ireland                        | 3–0      | Montenegro |
| --------------------------------------- | -------- | ---------- |
| Carroll 21', 55' · Connolly 43' (ph.đ.) | Chi tiết |            |

| Moldova  | 1–1      | Cộng hòa Ireland |
| -------- | -------- | ---------------- |
| Tonu 87' | Chi tiết | Connolly 8'      |

| Thụy Điển | 12–0     | Montenegro |
| --- | -------- | ---------- |
| Bojat 1' (l.n.) · Almqvist 22' · Blackstenius 27', 36', 42', 82', 90', 90+1' (ph.đ.) · Zigiotti Olme 56' · Persson 57' · Göthberg 84' · Norrhamn 87' | Chi tiết |            |

| Cộng hòa Ireland | 1–5      | Thụy Điển                                      |
| ---------------- | -------- | ---------------------------------------------- |
| Connolly 21'     | Chi tiết | Blackstenius 45+4', 46', 60', 83' · Hallin 89' |

| Montenegro     | 2–3      | Moldova                                        |
| -------------- | -------- | ---------------------------------------------- |
| Bojat 31', 41' | Chi tiết | Culcițchi 59' · Mițul 79' (ph.đ.) · Loghin 82' |

### Bảng 7
| VT | Đội                      | ST | T | H | B | BT | BB | HS | Đ | Giành quyền tham dự |
| -- | ------------------------ | -- | - | - | - | -- | -- | -- | - | ------------------- |
| 1  | Cộng hòa Séc             | 3  | 2 | 0 | 1 | 8  | 1  | +7 | 6 | Vòng hai            |
| 2  | România                  | 3  | 1 | 2 | 0 | 2  | 1  | +1 | 5 | Vòng hai            |
| 3  | Bosna và Hercegovina (H) | 3  | 1 | 1 | 1 | 5  | 4  | +1 | 4 |                     |
| 4  | Malta                    | 3  | 0 | 1 | 2 | 1  | 10 | −9 | 1 |                     |

| Cộng hòa Séc                   | 2–0      | Bosna và Hercegovina |
| ------------------------------ | -------- | -------------------- |
| Jablončíková 17' · Křivská 37' | Chi tiết |                      |

| România | 0–0      | Malta |
| ------- | -------- | ----- |
|         | Chi tiết |       |

| Cộng hòa Séc                                                                   | 6–0      | Malta |
| ------------------------------------------------------------------------------ | -------- | ----- |
| Hloupá 7' · Černá 17', 40' · Jablončíková 56' · Němečková 86' · Chlumová 90+2' | Chi tiết |       |

| Bosna và Hercegovina | 1–1      | România        |
| -------------------- | -------- | -------------- |
| Šakotić 76'          | Chi tiết | Bistrian 90+5' |

| România      | 1–0      | Cộng hòa Séc |
| ------------ | -------- | ------------ |
| Bistrian 34' | Chi tiết |              |

| Malta       | 1–4      | Bosna và Hercegovina                                           |
| ----------- | -------- | -------------------------------------------------------------- |
| B. Borg 67' | Chi tiết | Radeljić 24' · Aleksić 42' (ph.đ.) · Koprena 52' · Kamerić 60' |

### Bảng 8
| VT | Đội            | ST | T | H | B | BT | BB | HS  | Đ | Giành quyền tham dự |
| -- | -------------- | -- | - | - | - | -- | -- | --- | - | ------------------- |
| 1  | Nga            | 3  | 3 | 0 | 0 | 14 | 0  | +14 | 9 | Vòng hai            |
| 2  | Bồ Đào Nha (H) | 3  | 2 | 0 | 1 | 15 | 1  | +14 | 6 | Vòng hai            |
| 3  | Bắc Macedonia  | 3  | 0 | 1 | 2 | 2  | 15 | −13 | 1 |                     |
| 4  | Belarus        | 3  | 0 | 1 | 2 | 2  | 17 | −15 | 1 |                     |

| Nga | 9–0      | Belarus |
| --- | -------- | ------- |
| Chernomyrdina 20', 43' · Andreeva 29' · Smirnova 48', 50', 79' · Berezina 59', 63' · Belomyttseva 90+1' | Chi tiết |         |

| Bồ Đào Nha                                                                          | 9–0      | Bắc Macedonia |
| ----------------------------------------------------------------------------------- | -------- | ------------- |
| Cardoso 7', 47' · Malho 32', 90' · Norton 45', 62', 74' · Pinto 64' · Azevedo 90+2' | Chi tiết |               |

| Bắc Macedonia | 0–4      | Nga                                                       |
| ------------- | -------- | --------------------------------------------------------- |
|               | Chi tiết | Berezina 1', 20' · Belomyttseva 18' · Chernomyrdina 90+2' |

| Bồ Đào Nha                                                      | 6–0      | Belarus |
| --------------------------------------------------------------- | -------- | ------- |
| Figueiras 41', 79' · Malho 43', 85' · Norton 49' · I. Silva 76' | Chi tiết |         |

| Nga              | 1–0      | Bồ Đào Nha |
| ---------------- | -------- | ---------- |
| Belomyttseva 15' | Chi tiết |            |

| Belarus        | 2–2      | Bắc Macedonia                 |
| -------------- | -------- | ----------------------------- |
| Shuppo 2', 36' | Chi tiết | Levkova 17' · Krstanovska 40' |

### Bảng 9
| VT | Đội         | ST | T | H | B | BT | BB | HS | Đ | Giành quyền tham dự |
| -- | ----------- | -- | - | - | - | -- | -- | -- | - | ------------------- |
| 1  | Bỉ          | 3  | 3 | 0 | 0 | 7  | 1  | +6 | 9 | Vòng hai            |
| 2  | Slovenia    | 3  | 2 | 0 | 1 | 5  | 6  | −1 | 6 | Vòng hai            |
| 3  | Hungary (H) | 3  | 1 | 0 | 2 | 5  | 3  | +2 | 3 |                     |
| 4  | Estonia     | 3  | 0 | 0 | 3 | 2  | 9  | −7 | 0 |                     |

| Bỉ                                       | 4–0      | Slovenia |
| ---------------------------------------- | -------- | -------- |
| Van Ackere 13', 45+2', 59' · Maximus 47' | Chi tiết |          |

| Hungary                                               | 4–0      | Estonia |
| ----------------------------------------------------- | -------- | ------- |
| D. Szabó 27' · Nagypál 36' · V. Szabó 41' · Dencz 82' | Chi tiết |         |

| Bỉ         | 1–0      | Estonia |
| ---------- | -------- | ------- |
| Iliano 19' | Chi tiết |         |

| Slovenia     | 1–0      | Hungary |
| ------------ | -------- | ------- |
| Predanič 60' | Chi tiết |         |

| Hungary             | 1–2      | Bỉ                             |
| ------------------- | -------- | ------------------------------ |
| Csorbai 74' (ph.đ.) | Chi tiết | Baldewijns 45+3' · Maximus 55' |

| Estonia         | 2–4      | Slovenia                                               |
| --------------- | -------- | ------------------------------------------------------ |
| Vilipuu 4', 28' | Chi tiết | Uueda 43' (l.n.) · Kos 45' · Kržan 55' · Ivanuša 90+1' |

### Bảng 10
| VT | Đội          | ST | T | H | B | BT | BB | HS  | Đ | Giành quyền tham dự |
| -- | ------------ | -- | - | - | - | -- | -- | --- | - | ------------------- |
| 1  | Phần Lan (H) | 3  | 3 | 0 | 0 | 14 | 0  | +14 | 9 | Vòng hai            |
| 2  | Bắc Ireland  | 3  | 2 | 0 | 1 | 9  | 3  | +6  | 6 | Vòng hai            |
| 3  | Hy Lạp       | 3  | 1 | 0 | 2 | 8  | 5  | +3  | 3 |                     |
| 4  | Gruzia       | 3  | 0 | 0 | 3 | 0  | 23 | −23 | 0 |                     |

| Phần Lan                                     | 4–0      | Hy Lạp |
| -------------------------------------------- | -------- | ------ |
| Kollanen 43', 70' · Hakala 64' · Tunturi 81' | Chi tiết |        |

| Bắc Ireland                                                                             | 8–0      | Gruzia |
| --------------------------------------------------------------------------------------- | -------- | ------ |
| Feehan 7', 25', 55' (ph.đ.) · Timoney 30' · Mcglade 37', 90' · Kelly 48' · Carleton 63' | Chi tiết |        |

| Hy Lạp | 0–1      | Bắc Ireland |
| ------ | -------- | ----------- |
|        | Chi tiết | Feehan 56'  |

| Phần Lan                                                                                    | 7–0      | Gruzia |
| ------------------------------------------------------------------------------------------- | -------- | ------ |
| Ahtinen 5', 44', 67' · Heikkilä 37' · Kollanen 48' · Savolainen 86' · Tunturi 90+3' (ph.đ.) | Chi tiết |        |

| Bắc Ireland | 0–3      | Phần Lan               |
| ----------- | -------- | ---------------------- |
|             | Chi tiết | Heikkilä 26', 67', 71' |

| Gruzia | 0–8      | Hy Lạp                                                                                          |
| ------ | -------- | ----------------------------------------------------------------------------------------------- |
|        | Chi tiết | Sakellari 9', 12', 45+2', 80' · Plyta 33' · Gkatsou 59' · Kaldaridou 71' · Moraitou 83' (ph.đ.) |

### Bảng 11
| VT | Đội          | ST | T | H | B | BT | BB | HS  | Đ | Giành quyền tham dự |
| -- | ------------ | -- | - | - | - | -- | -- | --- | - | ------------------- |
| 1  | Thụy Sĩ      | 3  | 3 | 0 | 0 | 16 | 0  | +16 | 9 | Vòng hai            |
| 2  | Áo           | 3  | 2 | 0 | 1 | 11 | 2  | +9  | 6 | Vòng hai            |
| 3  | Slovakia     | 3  | 1 | 0 | 2 | 7  | 10 | −3  | 3 |                     |
| 4  | Bulgaria (H) | 3  | 0 | 0 | 3 | 2  | 24 | −22 | 0 |                     |

| Thụy Sĩ                                                 | 5–0      | Slovakia |
| ------------------------------------------------------- | -------- | -------- |
| Glaser 21', 64' · Selimi 53' · Widmer 82' · Zehnder 83' | Chi tiết |          |

| Áo                                                                                   | 8–0      | Bulgaria |
| ------------------------------------------------------------------------------------ | -------- | -------- |
| Malle 5' · Krammer 20' · Aufhauser 29', 30', 44', 66' · Dunst 45+1' · Maierhofer 74' | Chi tiết |          |

| Thụy Sĩ                                                                                               | 9–0      | Bulgaria |
| --- | -------- | -------- |
| Calligaris 4', 10' · Glaser 12', 51', 85' · Stierli 14' (ph.đ.) · Zehnder 36', 90+2' · Ramseier 45+2' | Chi tiết |          |

| Slovakia | 0–3      | Áo                                                     |
| -------- | -------- | ------------------------------------------------------ |
|          | Chi tiết | Georgieva 20' (ph.đ.) · Mahr 73' · Krammer 90' (ph.đ.) |

| Áo | 0–2      | Thụy Sĩ                 |
| -- | -------- | ----------------------- |
|    | Chi tiết | Glaser 23' · Müller 69' |

| Bulgaria                      | 2–7      | Slovakia                                                                   |
| ----------------------------- | -------- | -------------------------------------------------------------------------- |
| Bandeva 43' · Popadiynova 64' | Chi tiết | Švecová 31' · Čopíková 54', 77', 90+2' · Nižňanská 68', 69' · Moťovská 75' |

### Xếp hạng đội nhì bảng
Chỉ các trận đấu với đội nhất bảng và thứ ba mới được sử dụng để xác định thứ hạng.
| VT | Bg | Đội              | ST | T | H | B | BT | BB | HS | Đ | Giành quyền tham dự |
| -- | -- | ---------------- | -- | - | - | - | -- | -- | -- | - | ------------------- |
| 1  | 3  | Scotland         | 2  | 1 | 1 | 0 | 3  | 1  | +2 | 4 | Vòng hai            |
| 2  | 7  | România          | 2  | 1 | 1 | 0 | 2  | 1  | +1 | 4 | Vòng hai            |
| 3  | 8  | Bồ Đào Nha       | 2  | 1 | 0 | 1 | 9  | 1  | +8 | 3 | Vòng hai            |
| 4  | 5  | Serbia           | 2  | 1 | 0 | 1 | 6  | 4  | +2 | 3 | Vòng hai            |
| 5  | 11 | Áo               | 2  | 1 | 0 | 1 | 3  | 2  | +1 | 3 | Vòng hai            |
| 6  | 1  | Iceland          | 2  | 1 | 0 | 1 | 2  | 2  | 0  | 3 | Vòng hai            |
| 7  | 2  | Ukraina          | 2  | 1 | 0 | 1 | 2  | 4  | −2 | 3 | Vòng hai            |
| 8  | 10 | Bắc Ireland      | 2  | 1 | 0 | 1 | 1  | 3  | −2 | 3 | Vòng hai            |
| 9  | 9  | Slovenia         | 2  | 1 | 0 | 1 | 1  | 4  | −3 | 3 | Vòng hai            |
| 10 | 4  | Thổ Nhĩ Kỳ       | 2  | 0 | 1 | 1 | 1  | 2  | −1 | 1 | Vòng hai            |
| 11 | 6  | Cộng hòa Ireland | 2  | 0 | 1 | 1 | 2  | 6  | −4 | 1 |                     |

## Vòng hai

### Bảng 1
| VT | Đội            | ST | T | H | B | BT | BB | HS  | Đ | Giành quyền tham dự |
| -- | -------------- | -- | - | - | - | -- | -- | --- | - | ------------------- |
| 1  | Tây Ban Nha    | 3  | 3 | 0 | 0 | 13 | 0  | +13 | 9 | Vòng chung kết      |
| 2  | Bồ Đào Nha (H) | 3  | 1 | 1 | 1 | 2  | 3  | −1  | 4 |                     |
| 3  | Phần Lan       | 3  | 0 | 2 | 1 | 3  | 9  | −6  | 2 |                     |
| 4  | Thổ Nhĩ Kỳ     | 3  | 0 | 1 | 2 | 2  | 8  | −6  | 1 |                     |

| Phần Lan                  | 2–2      | Thổ Nhĩ Kỳ              |
| ------------------------- | -------- | ----------------------- |
| Collin 48' · Kollanen 66' | Chi tiết | Topçu 36' · Bakır 90+2' |

| Tây Ban Nha                  | 2–0      | Bồ Đào Nha |
| ---------------------------- | -------- | ---------- |
| García 15' · Domínguez 90+4' | Chi tiết |            |

| Tây Ban Nha                                   | 5–0      | Thổ Nhĩ Kỳ |
| --------------------------------------------- | -------- | ---------- |
| García 6', 32' · Sánchez 43', 51' · Turmo 76' | Chi tiết |            |

| Bồ Đào Nha        | 1–1      | Phần Lan     |
| ----------------- | -------- | ------------ |
| Malho 19' (ph.đ.) | Chi tiết | Kollanen 81' |

| Phần Lan | 0–6      | Tây Ban Nha                                                        |
| -------- | -------- | ------------------------------------------------------------------ |
|          | Chi tiết | Ortega 12', 29' · Caldentey 31' · Redondo 46', 79' · Domínguez 77' |

| Thổ Nhĩ Kỳ | 0–1      | Bồ Đào Nha  |
| ---------- | -------- | ----------- |
|            | Chi tiết | Marchão 63' |

### Bảng 2
| VT | Đội        | ST | T | H | B | BT | BB | HS | Đ | Giành quyền tham dự |
| -- | ---------- | -- | - | - | - | -- | -- | -- | - | ------------------- |
| 1  | Thụy Điển  | 3  | 2 | 1 | 0 | 6  | 3  | +3 | 7 | Vòng chung kết      |
| 2  | Ý          | 3  | 2 | 0 | 1 | 8  | 6  | +2 | 6 |                     |
| 3  | Áo         | 3  | 1 | 1 | 1 | 7  | 4  | +3 | 4 |                     |
| 4  | Serbia (H) | 3  | 0 | 0 | 3 | 5  | 13 | −8 | 0 |                     |

| Thụy Điển | 0–0      | Áo |
| --------- | -------- | -- |
|           | Chi tiết |    |

| Ý                                                 | 4–2      | Serbia                 |
| ------------------------------------------------- | -------- | ---------------------- |
| Giugliano 4', 37' · Bergamaschi 10' · Mellano 63' | Chi tiết | Petrov 34' · Matić 50' |

| Thụy Điển                                               | 4–2      | Serbia            |
| ------------------------------------------------------- | -------- | ----------------- |
| Zigiotti Olme 14' · Blackstenius 29', 43' · Jansson 83' | Chi tiết | Poljak 24', 90+3' |

| Áo                   | 2–3      | Ý                                            |
| -------------------- | -------- | -------------------------------------------- |
| Billa 87' · Mahr 89' | Chi tiết | Piemonte 35' · Mellano 77' · Bergamaschi 83' |

| Ý               | 1–2      | Thụy Điển                           |
| --------------- | -------- | ----------------------------------- |
| Bergamaschi 22' | Chi tiết | Blackstenius 64' · E. Andersson 89' |

| Serbia     | 1–5      | Áo                                                              |
| ---------- | -------- | --------------------------------------------------------------- |
| Poljak 65' | Chi tiết | Billa 10' · Leitner 25', 45+2' · Schwarzlmüller 28' · Dunst 81' |

### Bảng 3
| VT | Đội      | ST | T | H | B | BT | BB | HS | Đ | Giành quyền tham dự |
| -- | -------- | -- | - | - | - | -- | -- | -- | - | ------------------- |
| 1  | Pháp (H) | 3  | 3 | 0 | 0 | 8  | 0  | +8 | 9 | Vòng chung kết      |
| 2  | Nga      | 3  | 2 | 0 | 1 | 6  | 2  | +4 | 6 |                     |
| 3  | Iceland  | 3  | 1 | 0 | 2 | 4  | 9  | −5 | 3 |                     |
| 4  | România  | 3  | 0 | 0 | 3 | 0  | 7  | −7 | 0 |                     |

| Pháp                                              | 5–0      | Iceland |
| ------------------------------------------------- | -------- | ------- |
| Lahmari 28' · Léger 41', 53', 58' · Cascarino 68' | Chi tiết |         |

| Nga                                  | 2–0      | România |
| ------------------------------------ | -------- | ------- |
| Chernomyrdina 28' · David 85' (l.n.) | Chi tiết |         |

| Pháp                   | 2–0      | România |
| ---------------------- | -------- | ------- |
| Salomon 7' · Léger 76' | Chi tiết |         |

| Iceland         | 1–4      | Nga                                                |
| --------------- | -------- | -------------------------------------------------- |
| Hlynsdóttir 45' | Chi tiết | Chernomyrdina 17', 58' (ph.đ.) · Andreeva 25', 35' |

| Nga | 0–1      | Pháp              |
| --- | -------- | ----------------- |
|     | Chi tiết | Léger 75' (ph.đ.) |

| România | 0–3      | Iceland                                                       |
| ------- | -------- | ------------------------------------------------------------- |
|         | Chi tiết | H. Arnarsdóttir 16' · H. Sigurjonsdóttir 23' · Jonsdóttir 89' |

### Bảng 4
| VT | Đội             | ST | T | H | B | BT | BB | HS  | Đ | Giành quyền tham dự |
| -- | --------------- | -- | - | - | - | -- | -- | --- | - | ------------------- |
| 1  | Anh             | 3  | 2 | 1 | 0 | 14 | 4  | +10 | 7 | Vòng chung kết      |
| 2  | Na Uy           | 3  | 2 | 1 | 0 | 12 | 3  | +9  | 7 | Vòng chung kết      |
| 3  | Thụy Sĩ         | 3  | 1 | 0 | 2 | 2  | 5  | −3  | 3 |                     |
| 4  | Bắc Ireland (H) | 3  | 0 | 0 | 3 | 2  | 18 | −16 | 0 |                     |

| Anh                                  | 2–2      | Na Uy                             |
| ------------------------------------ | -------- | --------------------------------- |
| Ayane 88' · Williamson 90+6' (ph.đ.) | Chi tiết | Fjelldal 59' · Bartrip 86' (l.n.) |

Trong trận đấu ngày 4 tháng 4 giữa Anh và Na Uy, Anh được hưởng một quả phạt đền ở phút 90+6 (Anh đang bị dẫn 1–2). Mặc dù quả phạt đền được thực hiện thành công, trọng tài Marija Kurtes không công nhận do lỗi xâm nhập vòng cấm của một cầu thủ Anh không thực hiện quả phạt đền. Tuy nhiên thay vì cho đội Anh thực hiện lại quả phạt đền này, trọng tài lại cho Na Uy hưởng quả đá phạt lên. Đội tuyển Anh khiếu nại lên UEFA và đề nghị trận đấu bắt đầu lại từ quả phạt đền. Trận đấu được bắt đầu lại vào lúc 22:45 CEST ngày 9 tháng 4 năm 2015, (sau khi lượt trận thứ ba vừa kết thúc buổi chiều cùng ngày), với thành phần hai đội giống như trong trận đấu vào thời điểm quả penalty nhưng dưới sự điều khiển của một trọng tài khác. Đội Anh thực hiện thành công quả phạt đền và giữ tỉ số hòa 2–2 cho đến khi mãn cuộc.
| Thụy Sĩ        | 1–0      | Bắc Ireland |
| -------------- | -------- | ----------- |
| Calligaris 31' | Chi tiết |             |

| Na Uy          | 2–0      | Thụy Sĩ |
| -------------- | -------- | ------- |
| Hasund 3', 24' | Chi tiết |         |

| Anh | 9–1      | Bắc Ireland |
| --- | -------- | ----------- |
| Brett 27' · Flint 30', 33', 40' · Williamson 37' (ph.đ.), 87' (ph.đ.) · Mayling 50' · Zelem 59' · Turner 90+1' | Chi tiết | Mackin 10'  |

| Thụy Sĩ    | 1–3      | Anh                                    |
| ---------- | -------- | -------------------------------------- |
| Widmer 29' | Chi tiết | Dear 27', 83' · Williamson 61' (ph.đ.) |

| Bắc Ireland | 1–8      | Na Uy                                                                                                   |
| ----------- | -------- | --- |
| Mackin 15'  | Chi tiết | Rafferty 8' (l.n.) · Fridlund 8' · Fjelldal 14' · Markussen 30' · Lie 58' · Lund 74', 89' · Velta 90+3' |

### Bảng 5
| VT | Đội      | ST | T | H | B | BT | BB | HS  | Đ | Giành quyền tham dự |
| -- | -------- | -- | - | - | - | -- | -- | --- | - | ------------------- |
| 1  | Đức (H)  | 3  | 3 | 0 | 0 | 18 | 1  | +17 | 9 | Vòng chung kết      |
| 2  | Bỉ       | 3  | 1 | 1 | 1 | 4  | 5  | −1  | 4 |                     |
| 3  | Scotland | 3  | 1 | 1 | 1 | 5  | 8  | −3  | 4 |                     |
| 4  | Ukraina  | 3  | 0 | 0 | 3 | 0  | 13 | −13 | 0 |                     |

| Bỉ          | 1–0      | Ukraina |
| ----------- | -------- | ------- |
| Maximus 84' | Chi tiết |         |

| Đức                                             | 6–0      | Scotland |
| ----------------------------------------------- | -------- | -------- |
| Schüller 10', 33' · Freigang 17', 40', 50', 60' | Chi tiết |          |

| Scotland       | 2–2      | Bỉ                            |
| -------------- | -------- | ----------------------------- |
| Arnot 48', 80' | Chi tiết | Maximus 45+3' · Hannecart 67' |

| Đức | 9–0      | Ukraina |
| --- | -------- | ------- |
| Freigang 14' · Rauch 33' (ph.đ.) · Ehegötz 39' · Kravchuk 57' (l.n.) · Gier 59', 64' · Schüller 74', 82' · Knaak 89' | Chi tiết |         |

| Bỉ            | 1–3      | Đức                                                         |
| ------------- | -------- | ----------------------------------------------------------- |
| Maximus 90+2' | Chi tiết | Vanwynsberghe 16' (l.n.) · Vangheluwe 60' (l.n.) · Gier 79' |

| Ukraina | 0–3      | Scotland                            |
| ------- | -------- | ----------------------------------- |
|         | Chi tiết | Howat 44' · Arnot 57' · Stewart 77' |

### Bảng 6
| VT | Đội          | ST | T | H | B | BT | BB | HS | Đ | Giành quyền tham dự |
| -- | ------------ | -- | - | - | - | -- | -- | -- | - | ------------------- |
| 1  | Đan Mạch     | 3  | 3 | 0 | 0 | 7  | 1  | +6 | 9 | Vòng chung kết      |
| 2  | Hà Lan (H)   | 3  | 2 | 0 | 1 | 9  | 1  | +8 | 6 |                     |
| 3  | Cộng hòa Séc | 3  | 1 | 0 | 2 | 3  | 8  | −5 | 3 |                     |
| 4  | Slovenia     | 3  | 0 | 0 | 3 | 0  | 9  | −9 | 0 |                     |

| Hà Lan                                                                                          | 6–0      | Cộng hòa Séc |
| ----------------------------------------------------------------------------------------------- | -------- | ------------ |
| Admiraal 5', 42' · Sanders 14' · Kubicová 34' (l.n.) · Kaagman 53' (ph.đ.) · Van Der Linden 77' | Chi tiết |              |

| Đan Mạch                                                  | 4–0      | Slovenia |
| --------------------------------------------------------- | -------- | -------- |
| Henriksen 14' · Bruun 43' · Andersen 66' · Vangsgaard 82' | Chi tiết |          |

| Hà Lan                             | 3–0      | Slovenia |
| ---------------------------------- | -------- | -------- |
| Hoekstra 50' · Folkertsma 52', 74' | Chi tiết |          |

| Cộng hòa Séc | 1–2      | Đan Mạch                |
| ------------ | -------- | ----------------------- |
| Křivská 68'  | Chi tiết | Sevecke 20' · Bruun 83' |

| Đan Mạch | 1–0      | Hà Lan |
| -------- | -------- | ------ |
| Bruun 6' | Chi tiết |        |

| Slovenia | 0–2      | Cộng hòa Séc           |
| -------- | -------- | ---------------------- |
|          | Chi tiết | Křivská 4' · Černá 53' |

### Xếp hạng đội nhì bảng
Chỉ các trận đấu với đội nhất bảng và thứ ba mới được sử dụng để xác định thứ hạng.
| VT | Bg | Đội        | ST | T | H | B | BT | BB | HS | Đ | Giành quyền tham dự |
| -- | -- | ---------- | -- | - | - | - | -- | -- | -- | - | ------------------- |
| 1  | 4  | Na Uy      | 2  | 1 | 1 | 0 | 4  | 2  | +2 | 4 | Vòng chung kết      |
| 2  | 6  | Hà Lan     | 2  | 1 | 0 | 1 | 6  | 1  | +5 | 3 |                     |
| 3  | 3  | Nga        | 2  | 1 | 0 | 1 | 4  | 2  | +2 | 3 |                     |
| 4  | 2  | Ý          | 2  | 1 | 0 | 1 | 4  | 4  | 0  | 3 |                     |
| 5  | 5  | Bỉ         | 2  | 0 | 1 | 1 | 3  | 5  | −2 | 1 |                     |
| 6  | 1  | Bồ Đào Nha | 2  | 0 | 1 | 1 | 1  | 3  | −2 | 1 |                     |

## Cầu thủ ghi bàn hàng đầu
Dưới đây là các cầu thủ ghi trên bốn bàn.
14 bàn
- Stina Blackstenius

9 bàn
- Jill Roord

8 bàn
- Andrea Sánchez

7 bàn
- Mariona Caldentey
- Nahikari García

6 bàn
- Margarita Chernomyrdina
- Julia Glaser
- Valentina Bergamaschi

5 bàn
- Amber Maximus
- Vanessa Malho
- Tanya Arngrimsen
- Laura Freigang
- Sippie Folkertsma
- Maria Hiim
- Marie-Charlotte Léger
- Heidi Kollanen
- Nataša Petrov
- Manuela Giugliano

4 bàn
- Leah Williamson
- Katharina Aufhauser
- Moya Feehan
- Andreia Norton
- Lea Schüller
- Georgia Sakellari
- Anastasiya Berezina
- Emma Heikkilä
- Elizabeth Arnot
- Pilar Garrote
- Ebru Topçu